# Mustapha Fetoui
Mustapha Fetoui (ur. 1945) – marokański piłkarz grający na pozycji pomocnika. W swojej karierze grał w reprezentacji Maroka.

## Kariera klubowa
W swojej karierze piłkarskiej Fetoui grał w klubach Maghreb Fez i Difaâ El Jadida.

## Kariera reprezentacyjna
W 1976 roku Fetoui został powołany do reprezentacji Maroka na Puchar Narodów Afryki 1976. Zagrał w nim w sześciu meczach: grupowych z Sudanem (2:2), z Zairem (1:0) i z Nigerią (3:1), w którym strzelił gola oraz w serii finałowej z Egiptem (2:1), z Nigerią (2:1) i z Gwineą (1:1). Z Marokiem wywalczył mistrzostwo Afryki.
W 1978 roku Fetouiego powołano do kadry na Puchar Narodów Afryki 1978. W nim rozegrał trzy mecze grupowe: z Tunezją (1:1), z Kongiem (1:0) i z Ugandą (0:3).